# Pakistan-Wühlmaus
Die Pakistan-Wühlmaus (Hyperacrius wynnei) ist ein in Zentralasien verbreitetes Nagetier in der Unterfamilie der Wühlmäuse. Sie bildet zusammen mit der Kaschmir-Wühlmaus (Hyperacrius fertilis)  die Gattung Kaschmir-Wühlmäuse.
Der Artzusatz im wissenschaftlichen Namen ehrt Arthur Beavor Wynne, der beim indischen Vermessungsamt tätig war.

## Merkmale
Die Art ist mit einer Kopf-Rumpf-Länge von 100 bis 138 mm, einer Schwanzlänge von 24 bis 45 mm und einem Gewicht von 55 bis 60 g etwas größer als die Kaschmir-Wühlmaus, auch wenn die Population westlich des Indus etwas kleiner ist. Zusätzlich hat die Pakistan-Wühlmaus kürzere Ohren als ihr nächster Verwandter. Die Oberseite trägt dunkelbraunes bis schwarzes Fell und auf der Unterseite kommt graues Fell mit bräunlichen Tönungen vor. Am dunklen Schwanz ist die Unterseite undeutlich heller. Die Gattungsmitglieder unterscheiden sich durch leichte Abweichungen der Schädelkonstruktion.

## Verbreitung
Das Verbreitungsgebiet reicht vom Bundesstaat Himachal Pradesh in Indien bis zum politisch umstrittenen Gebiet Kaschmir, das auch von Pakistan beansprucht wird. Diese Wühlmaus lebt im Himalaya auf 1800 bis 3000 Meter Höhe. Sie bewohnt weniger felsige Bergwiesen und die Ränder offener Wälder. Dabei ist eine gewisse Geländeneigung notwendig, so dass der Schnee im Frühjahr nicht zu lang liegen bleibt.

## Lebensweise
Die Exemplare graben komplexe Tunnelsysteme, bei denen die Gänge einen Durchmesser von etwa 6 cm haben und eine Gesamtlänge von 8 bis 43 Metern erreichen. Tunnel zur Nahrungssuche befinden sich kurz unter der Oberfläche und andere Tunnel bis zu 35 cm tief. Zusätzlich gibt es eine Nestkammer mit durchschnittlich 17,5 cm Länge und 14 cm Breite, die 10 bis 25 cm tief liegt, und verschiedene Vorratsräume. Die Wohnkammer wird mit trockenem Gras gepolstert. Im Winter liegen die oberen Gänge im Schnee.
Die Pakistan-Wühlmaus kann zu allen Tageszeiten aktiv sein und frisst verschiedene Pflanzenteile, die oft oberirdisch abgebissen werden und dann in das Nest gezogen werden. Im Verlauf einer Untersuchung bevorzugten die Exemplare Rumex nepalensis (Gattung Ampfer), eine Art der Greiskräuter, Wiesen-Rispengras und Viburnum grandiflorum (Gattung Schneeball). Zusätzlich wurden Jungpflanzen von Obstbäumen gefressen.
Trächtige Weibchen sind aus allen schneefreien Monaten bekannt. Da schon im März Jungtiere auftraten, wird angenommen, dass die Fortpflanzung an keine Jahreszeit gebunden ist. Die Anzahl der Neugeborenen pro Wurf variiert zwischen ein und vier, wobei Zwillinge am häufigsten auftreten.

## Gefährdung
Gebietsweise ist der Bestand durch Umwandlung der Landschaft in Apfelplantagen oder Kartoffelfelder bedroht. Die genaue Populationsgröße ist nicht bekannt, wird jedoch als hoch eingeschätzt. Die IUCN listet die Pakistan-Wühlmaus als nicht gefährdet (least concern).